# Gömörszőlős
Gömörszőlős este un sat în districtul Putnok, județul Borsod-Abaúj-Zemplén, Ungaria, având o populație de 83 de locuitori (2011). 

## Demografie
Componența etnică a satului Gömörszőlős
     Maghiari (100%)
Componența confesională a satului Gömörszőlős
     Reformați (71,08%)
     Romano-catolici (6,02%)
     Fără religie (4,82%)
     Necunoscută (18,07%)
Conform recensământului din 2011, satul Gömörszőlős avea 83 de locuitori. Din punct de vedere etnic, majoritatea locuitorilor (100,0%) erau maghiari.  Din punct de vedere confesional, majoritatea locuitorilor (71,08%) erau reformați, existând și minorități de romano-catolici (6,02%) și persoane fără religie (4,82%). Pentru 18,07% din locuitori nu este cunoscută apartenența confesională.